# Burg zu Hagen im Bremischen
Die Burg zu Hagen im Bremischen, auch Burghagen genannt, ist eine Burg in der Gemeinde Hagen im Bremischen im niedersächsischen Landkreis Cuxhaven. Sie zählt zu den zahlreichen von Bremer Erzbischöfen errichteten Festungsbauten im Umkreis der Stadt Bremen. Bereits im 12. Jahrhundert erwähnt, wurde der heutige, zweigeschossige Backsteinbau im frühen 16. Jahrhundert errichtet. Aus dieser Zeit stammen die ältesten Malereien. Das Gebäude wurde 1985 bis 1988 restauriert und beherbergt heute ein Kulturzentrum.
Das Gebäude steht unter Denkmalschutz (siehe auch Liste der Baudenkmale in Hagen im Bremischen).

## Geschichte

### Bischöfliche Festung
Zwischen 900 und 1000 entstand die erste Kirche im Umkreis der Burg, die Bramstedter Kirche. Der Ort Dorfhagen wird erstmals 1110 in einer Urkunde erwähnt.
Die Burg wurde vermutlich unter Erzbischof Hartwig II. (1184–1207) errichtet, um die aufständischen Stedinger Bauern zu bekämpfen. Sie wurde zunächst als „Castrum Hagen“ bezeichnet, im Volksmund erhielt sie den Namen Burghagen. Damit wurde sie vom benachbarten Ort Hagen, der als Dorfhagen bezeichnet wurde, unterschieden.
Ihre Lage am Rand der Geest, aber schon im Flusstal der Drepte, erlaubte die völlige Überschwemmung des Gebiets, womit die Burg fast uneinnehmbar wurde. Ein rund 140 m langer Fahrdamm wurde dazu errichtet, zwischen 5 und 10 m hoch. Am Ende des Weges wurde ein kreisförmiger Warf aufgeschüttet, mit einem Durchmesser von rund 100 m. Fronpflichtige Bauern mussten Ton und Schluffgestein aus der Gegend um Lehnstedt und aus der Wesermarsch herankarren, auf dem die heutige Burg steht, und einen 5 m breiten Burggraben rund um die Warf ausheben. Der Aushub wurde zur Errichtung eines hohen Walls genutzt, der sich 4 m über die umgebende Wiese erhob. Ein Bach, die von Dorfhagen kommende Aue, versorgte den Graben mit Wasser, das mittels Zugbrücke überquert werden konnte. Zudem durchfloss die Drepte ganz in der Nähe die umgebenden Wiesen, so dass, im Zusammenspiel mit Palisaden, die Burg wie eine Insel in einem See gut gesichert war.
1212 belagerten die aufständischen Osterstader Bauern die Burg, die vermutlich noch ein Fachwerkbau war. Ob sie erobert wurde, ist unklar. Nachdem der Erzbischof die nach 1200 errichtete Befestigung Witteborg an der Weser am 28. März 1221 an die Stadt Bremen hatte abtreten müssen, wurden 1233 die Osterstader, 1234 die West-Stedinger Bauern in der Schlacht bei Altenesch niedergeschlagen.
Die erste Backstein-Burg entstand vermutlich in der ersten Hälfte des 13. Jahrhunderts. Sie war bereits 30 m lang und 10 m breit. Nahe der Burg entstand eine dörfliche Ansiedlung, die zunächst Dammhagen hieß. Aus ihr ging das heutige Hagen hervor. 1987 fand man bei einer Grabung Pfähle, von denen die ältesten von 1333 stammten. Auf dieser Burg setzte Gerhard II. einen Vogt ein, der für Verwaltung und Rechtsprechung zuständig war. Diese Vogtei vergrößerte er, indem er 1248 die Börde Bramstedt und deren Vogteirechte für 150 Silbermark von Graf Gerbert II. von Stotel erwarb. Sie bildeten später den Kern des Amtes Hagen. Als Oberdeichgraf in Osterstade übte der Vogt zugleich die Marktgerichtsbarkeit aus.
Nun diente das Haus den Erzbischöfen für ihre Jagdaufenthalte. Der erzbischöfliche Vogt wohnte ganz in der Nähe, in der späteren Försterei. Die dortige alte Eiche, die Staleiche (Staleke), wird in einer Urkunde von 1248 erwähnt. Diese Urkunde wurde aufgesetzt, um den Streit mit den Grafen von Stotel zu schlichten. Sie mussten in diesem Jahr die Vogtei Bramstedt an Erzbischof Gerhard II. abtreten. Gegeben (actum) wurde die Urkunde „iuxta castrum Hagen prope quercum vulgariter staleke nuncupatum“, also ‚nahe der Burg bei der im Volksmund „Staleke“ genannten Eiche‘.
Überliefert ist eine ganze Reihe von Vögten, die etwa aus der Familie der benachbarten „von Wersebe“ im Ort Cassebruch stammten. 1307, als die Bremer den Adel des Erzstifts aus der Stadt vertrieben, nahmen sie auch die Burg ein.
1389 musste Erzbischof Albert II. (1359–1395) die Burg an den Grafen von Oldenburg verpfänden, wofür er die beachtliche Summe von 500 Goldgulden erhielt. Schon 1362 hatte Erzbischof Albert, ein Sohn Herzog Magnus von Braunschweig den Administrator des Erzstifts, Moritz von Oldenburg, aus dem Amt gedrängt. Dieser zog sich auf seinen Sitz auf der Burg Hagen zurück. Ähnlich wurde 1434 Erzbischof Nikolaus, Graf von Oldenburg, nach seinem Bankrott angewiesen, auf der Burg zu leben. Nikolaus zog es jedoch vor, nach Delmenhorst zu gehen.
Im 14. Jahrhundert entstand wohl ein erster steinern Turm. Die aufsteigende Feuchtigkeit veranlasste die Besitzer der Burg, immer wieder neue Fußböden einzuziehen, und den Keller höher zu legen.

### Heutige Burg

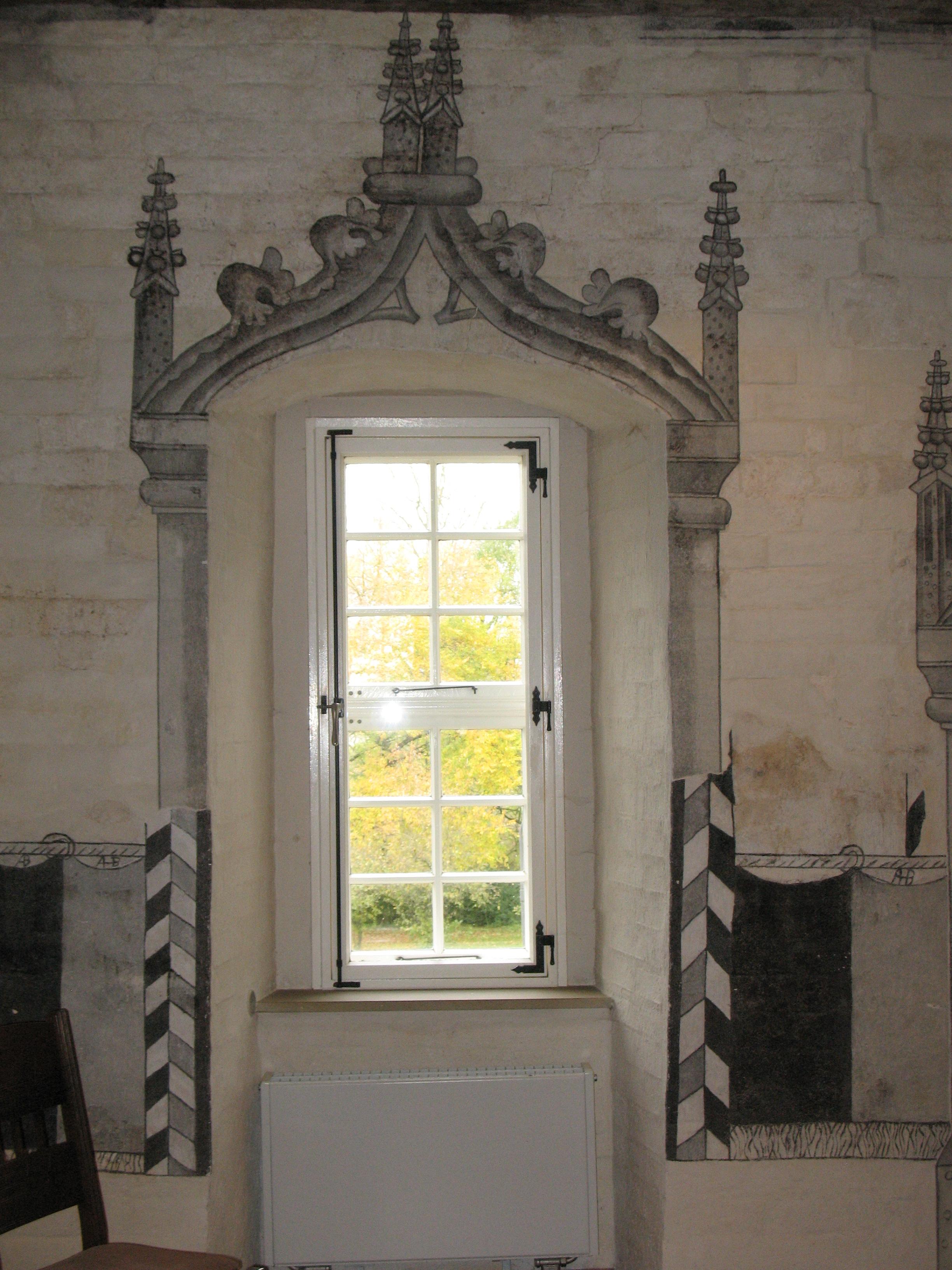
Gotische und Reste der Vorhangmalereien um die Fenster der Kapelle

Die heutige Burg entstand etwa von 1502 bis spätestens 1507 als so genanntes Langes Haus über dem rechteckigen Kellergrundriss. Auftraggeber für den Neubau war Erzbischof Johann Rode, der von 1506 bis 1511 auf der Burg lebte.
Ein steiles Ziegeldach erhebt sich über zwei rund 4 m hohen Geschossen und einem Keller. Die Kellerwände sind 1,60 m dick, weiter oben rund 1,30 m. Über dem nördlichen Eingangsportal aus der ersten Hälfte des 17. Jh. ein Türsturz mit Sandsteinrelief mit Wappen und Festons.
In beiden Geschossen des Bauwerks findet sich jeweils ein Saal und ein abgetrenntes, durch einen Kamin beheizbares Gemach. Im Obergeschoss der große Saal, der nach Süden ausgerichtet ist, mit Blick über den angrenzenden Garten. Im Untergeschoss beim östlichen Giebel diente dieser Saal mit Kielbogen geschmückte Fensterrahmungen ursprünglich als Kapelle. Das partiell erhaltene und seit einigen Jahren wieder sichtbare Innendekor entstand ab 1535. Zu diesen gotischen Malereien um die Fenster und in Wandnischen kamen um 1570 Vorhangmalereien in Weiß, Grau und Schwarz hinzu. Eine Außentreppe führte durch eines der heutigen Fenster in die Kapelle.
Vor dem Eingang befindet sich eine große Rosskastanie, die möglicherweise aus dem 16. Jahrhundert stammt, und die damit eine der ältesten, ab 1553 aus Konstantinopel eingeführte Vertreterinnen dieser Baumart darstellt.
Im Schmalkaldischen Krieg (1546–1547) und in der Münsterschen Fehde (1547) wurde die Burg mehrfach belagert.

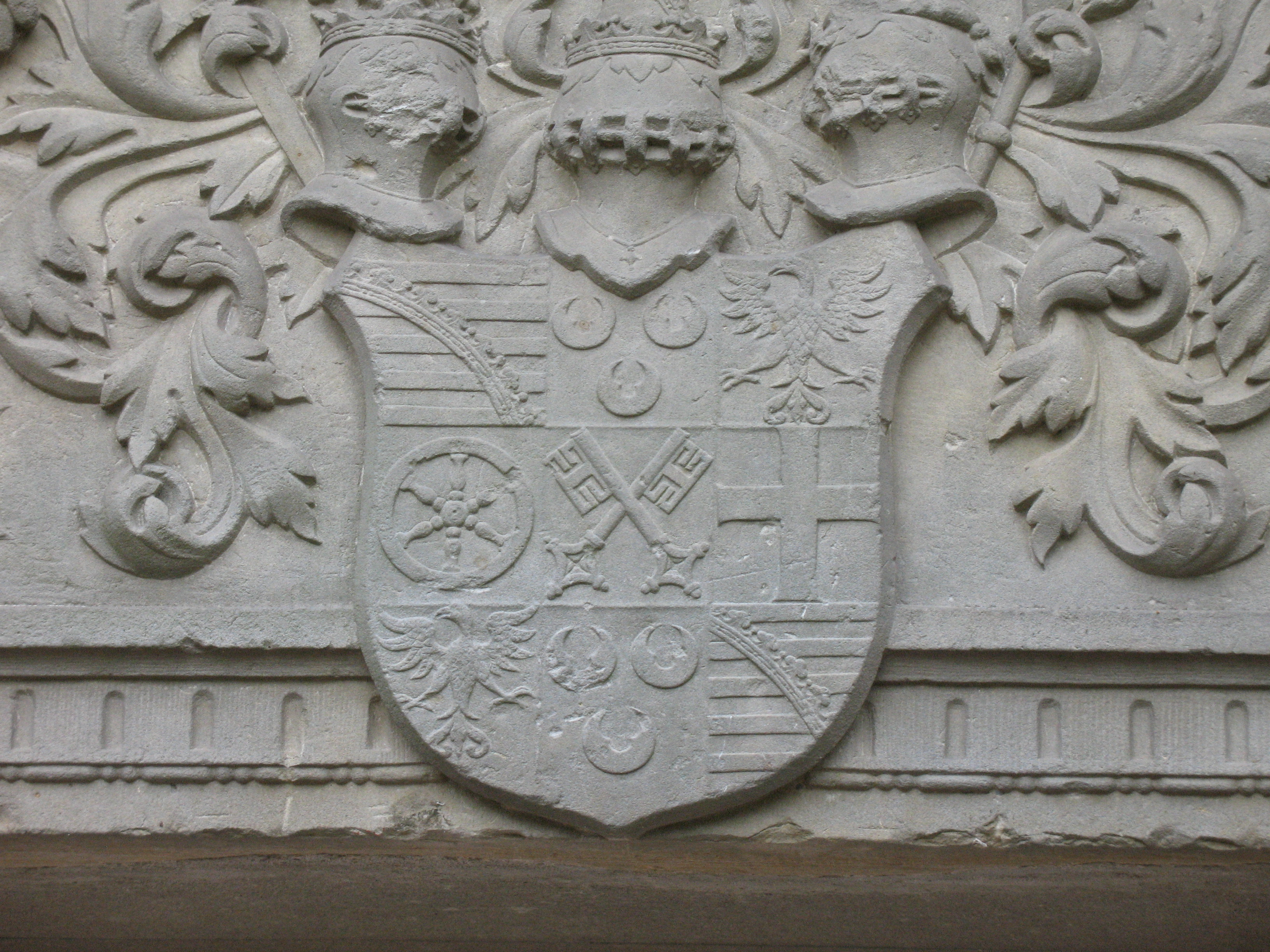
Wappen Heinrichs von Sachsen Lauenburg über dem Haupteingang der Burg

Der 25-jährige Bremer Erzbischof Heinrich von Sachsen-Lauenburg bekannte sich als einer der ersten Bischöfe zum Protestantismus und wollte als erster Bischof heiraten. Er wählte die Burg für seine Verehelichung mit Anna von Broich, der Tochter des zweiten Kölner Bürgermeisters, am 25. Oktober 1575. Die entsprechende Urkunde wurde vom Schlossprediger Gade unterzeichnet. Die Vorhangmalerei in der Kapelle ist möglicherweise als Teil der Hochzeitsvorbereitungen zu verstehen, möglicherweise auch die nicht mehr vorhandene Holztreppe. Die Trauung geschah in kleinstem Kreis, zumal er als mehrfacher katholischer Bischof nicht berechtigt war, zu heiraten. Heinrich war nämlich seit 1574 Bischof von Osnabrück, und es gelang ihm 1577 auch, Erzbischof von Paderborn zu werden, das zu dieser Zeit protestantisch war. Nur dem Eingreifen Papst Gregors XIII. war es zuzuschreiben, dass er nicht auch noch Bischof von Münster wurde. Doch 1585 stürzte der umstrittene Inhaber mehrerer Bistümer, katholischer wie lutherischer, vom Pferd und starb in seiner Residenz in Beverstedtermühlen. Geistliche bezichtigten seine Frau, ihn vergiftet zu haben, doch wurde sie freigesprochen.
Um 1600 lebten auf der Burg neben dem Vogt, der inzwischen Amtmann genannt wurde, ein Hausvogt, Wärter, Pförtner, Fischer, Knechte und Schäfer. 86 Erbmeier gehörten zur Burg. Die beiden Dachböden dienten als Lagerstätte für ihre Abgaben, die überwiegend in Naturalien geleistet wurden. Hinter dem Giebelerker an der Ostseite befindet sich noch ein Windenrad für den Kran.

### Nebengebäude

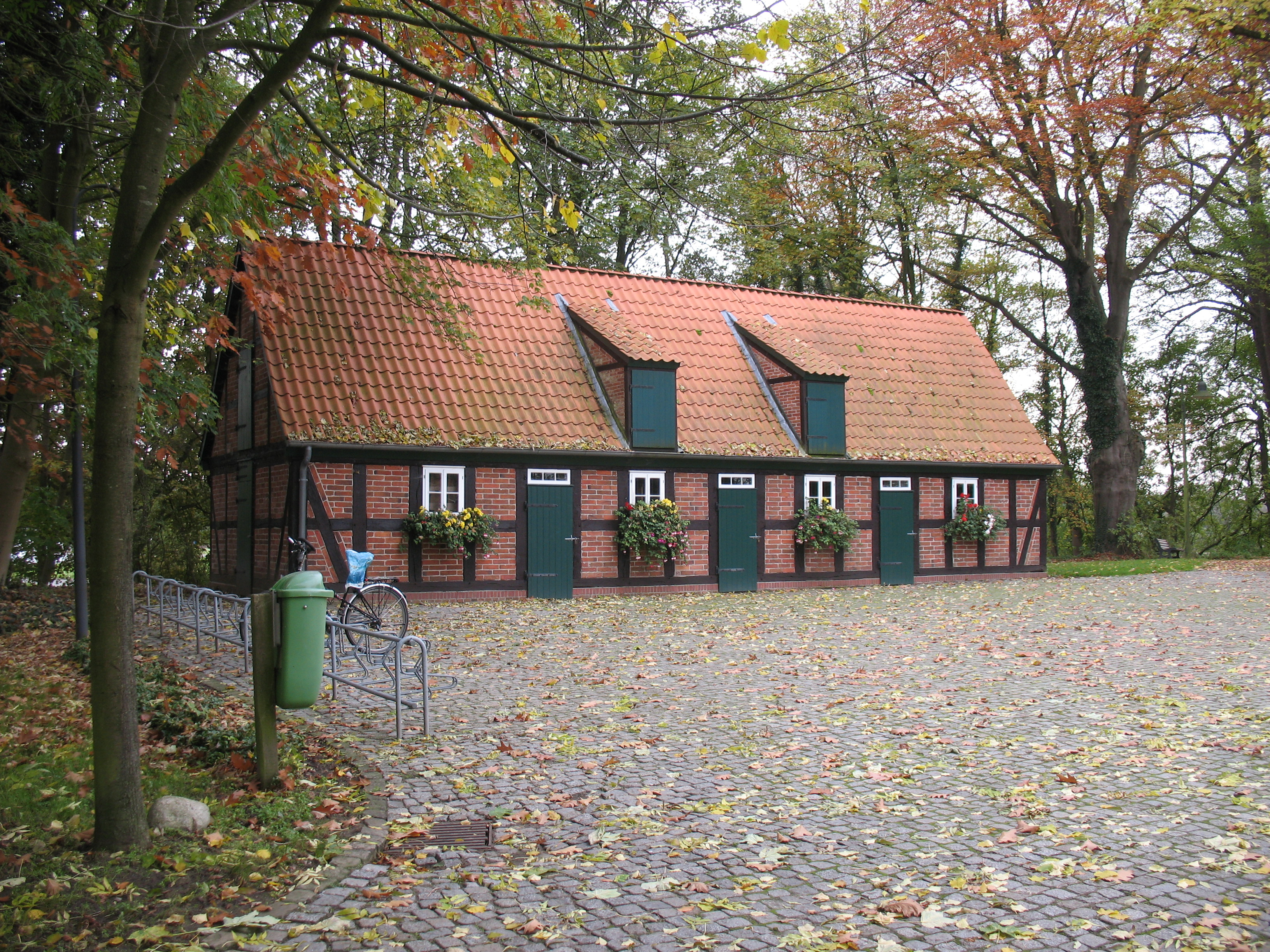
Nebengebäude von 1948

Östlich, neben dem Windrad, bestand eine große Zehntscheune, die 1948 abgerissen wurde. Aus den Überresten entstand im selben Jahr das heutige Nebengebäude als langgestrecktes eingeschossiges Fachwerkhaus mit Backsteinausfachungen und mit ziegelgedecktem Satteldach.
Auch dieses Gebäude steht unter Denkmalschutz (siehe auch Liste der Baudenkmale in Hagen im Bremischen).

### Schweden
1644, vier Jahre vor Ende des Dreißigjährigen Krieges, lagen 200 Schweden in der Burg. Kaiserliche Truppen eroberten sie und nahmen die Schweden gefangen. Die Festung war durch modernisierte Belagerungstechnik längst unbrauchbar geworden. Sie wurde Sitz eines schwedischen Amtmannes, nachdem Königin Christina von Schweden die Burg 1647 an ihren Günstling Andreas Güldenklau (auch Gyldenklou, Anders Mansson Gylle, 1602–65) verschenkt hatte. Er war wohl selbst nie anwesend und ließ das Gut von einem ansässigen Verwalter führen.
1680 widerrief die schwedische Krone die Schenkung und verkaufte die Burg 1720 an das Königreich Hannover. Bereits 1698 entstand ein Amtshaus, und die Amtsgeschäfte wurden nun dort abgewickelt. Die Burg wurde als Gefängnis umgenutzt, doch fanden in der Kapelle weiterhin Gottesdienste statt.

### Königreich Hannover
1720 wurde Hagen ein Kurfürstlich Hannoversches Amt und führte die Staleke bis zur preußischen Zeit im Wappen. Der Ort wurde nun Amthagen genannt. Die Burg diente als Gerichtsgebäude und Gefängnis, und als Wohnung für Unterbeamte. Er selbst wohnte nicht dort. Erst ab 1846 wohnte er wieder im Schloss, nachdem zwischen der Staleiche und der Burg ein neues Amtsgebäude mit Gefängnis errichtet worden war. Dies ging auf die Trennung von Verwaltung und Gerichtsbarkeit zurück, die im Königreich verfügt worden war. Die Burg wurde zur Dienstwohnung des Amtsrichters.
Die Fenster wurden vergrößert, die Malereien übertüncht. Der später von Eichen gesäumte Weg zur Burg wurde in den 1830er Jahren abgeholzt und die gefällten Bäume wurden durch Linden ersetzt. Von 1846 bis 1978 beherbergte die Burg Wohnungen für die Bediensteten des Amtsgerichtes Hagen im Bremischen. Ab 1820 stellte die Domänenkammer keinen eigenen Prediger mehr ein, und in der Kapelle wurden nur noch Andachten gehalten.

### Preußen
1866 kam das Gebiet an Preußen, und 1886 nahm der Oberförster von Axstedt bei Lübberstedt seinen Amtssitz im Dienstgebäude neben der Staleiche. 1897 wurde daneben eine neugotische Kirche eingeweiht. Burg und Park waren für die Öffentlichkeit unzugänglich und wurden durch die Justizverwaltung des Landes Niedersachsen erhalten. In der Burg wurden Wände errichtet, Decken eingezogen und Heizungen eingebaut.

### Restaurierung und Kulturzentrum
1976 wurde das Amtsgericht aufgelöst, und die Burg sollte verkauft werden. Dagegen entstand eine Verbindung aus dem Land Niedersachsen, dem Landkreis Cuxhaven und der Samtgemeinde Hagen, vor allem aber von Bürgervereinen, wie dem Heimatverein Burg zu Hagen im Bremischen e. V. und dem regionalen Blatt Unter der Staleke, das erstmals im Frühjahr 1965 erschien und in mehreren Serien über die Restaurierung der Burg berichtete. Von 1985 bis 1988 wurde die Burg für fünf Millionen Mark restauriert. Am 1. Januar 1990 übernahm der Landkreis Cuxhaven die Trägerschaft der Burg. Sie beherbergt ein Kulturzentrum mit wechselnden Ausstellungen.

## Belege, Anmerkungen
1. ↑  Beschreibung/Bilder im Denkmalatlas Niedersachsen
2. ↑  Dies und das Folgende nach Franz Buchenau: Dammhagen. Ein Beitrag zur nordwestdeutschen Landeskunde, in: Abhandlungen, herausgegeben vom Naturwissenschaftlichen Verein zu Bremen, Bd. 18, Franz Leuwer, Bremen 1906, S. 1–14, hier S. 3.
3. ↑  Franz Buchenau: Dammhagen. Ein Beitrag zur nordwestdeutschen Landeskunde, in: Abhandlungen, herausgegeben vom Naturwissenschaftlichen Verein zu Bremen, Bd. 18, Franz Leuwer, Bremen 1906, S. 1–14, hier: S. 6.
4. ↑  Beschreibung/Bilder im Denkmalatlas Niedersachsen